# Vukovije Gornje
Vukovije Gornje är en ort i Bosnien och Hercegovina.   Den ligger i entiteten Federationen Bosnien och Hercegovina, i den östra delen av landet, 80 km norr om huvudstaden Sarajevo. Vukovije Gornje ligger 302 meter över havet och antalet invånare är 2 723.
Terrängen runt Vukovije Gornje är kuperad åt nordost, men åt sydväst är den platt. Runt Vukovije Gornje är det ganska tätbefolkat, med 93 invånare per kvadratkilometer.. Närmaste större samhälle är Tuzla, 10,8 km nordväst om Vukovije Gornje. 
Omgivningarna runt Vukovije Gornje är en mosaik av jordbruksmark och naturlig växtlighet.